# Mauiloa
Za lik iz mitologije, pogledajte Maui (havajska mitologija).
Kralj Mauiloa („visoki Maui“) bio je kralj otoka Mauija na drevnim Havajima. On je spomenut u drevnim legendama i pojanjima kao veliki vladar.
Čini se da je on vladao samo zapadnim Mauijem.
U njegovo doba je živio kralj Laamaikahiki od Kauaija.
Mauiloa je došao na vlast kao mladić, a otac mu je bio njegov prethodnik, kralj Hanalaʻa.
Majka kralja Mauiloe bila je kraljica Mahuia; njezin drugi muž bio je zvan Lonoʻopua.
Mauiloa je oženio ženu zvanu Kauhua, čije je podrijetlo nepoznato. Njihov sin je bio kralj Alo od Mauija. On je naslijedio oca te je vladao otokom. 
Unuk Mauiloe bio je kralj Kuhimana, nazvan po jednom bogu iz havajske mitologije.